# Второй Мармарош-Сигетский процесс
Второй Мармарош-Сигетский процесс — судебное дело, возбуждённое в 1913 году против православных русинов из села Иза. Своё название судебный процесс получил от города Мармарош-Сигет (сегодня — Сигету-Мармацией в Румынии), который в то время находился в австро-венгерском комитате Мармарош.

## Предыстория
Карпаторусское село Иза в Мармарошской столице во второй половине XIX века приобрело славу центра распространения православия в Угорской Руси. Этому способствовало то, что после смерти настоятеля униатского прихода села, отца Иоанна Раковского, одного из главных идеологов перехода из унии в православие, крестьяне начали массово оставлять унию. На почве неприятия этого явления австрийскими властями в Изе была развязана травля жителей, итогом чего стало судебное дело против 22 крестьян, так называемый «Первый Мармарош-Сигетский процесс» 1903 года.
Репрессии не остановили тягу русинов к православной вере. Люди сами совершали требы, а детей крестить отправляли в Буковину, к румынскому православному священнику. На собранные средства выстроили общий молитвенный дом, но он был вскоре разрушен венгерскими жандармами, команда которых с 1904 года была размещена в Изе. Православные крестьяне стали собираться для молитв в лесах и горах, скрываясь от полиции. Но все эти тяготы только укрепляли любовь людей к православию, многие жители окрестных сёл (таких, как Великие Лучки, Осой, Ильница, Горинчево, Бедевля, Эгрешь, Липча, Теребля, Кошелёво, Нанково, Нижний Быстрый, Велятино, Буштино, Билки, Салдобош, Угля, Ясиня, Керецки, Рахово, Великий Бычков, Воловое, Нересница, Кричево, Дубовое, Ольховцы и др.) тоже начали объявлять себя православными.
Многие карпаторусские патриоты переживали за ситуацию, сложившуюся в Изе, но ничем не могли помочь крестьянам, так как любые попытки изменить ситуацию пресекались властями. Идея помочь изянам, специально для них воспитав священника, пришла декану села Ясенье Бачинскому. Через посредство известного карпаторусского активиста А. Ю. Геровского удалось отправить в Россию молодого глубоковерующего православного карпаторосса, Александра Кабалюка. В Яблочинском монастыре он принял монашество и был рукоположен во иереи. Посетив ряд святых мест и получив от Константинопольского патриарха грамоту, разрешающую ему служить на родине где бы ни понадобилось, в 1911 году иеромонах Алексий вернулся в родное село Ясенье. Там он обустроил домашнюю церковь, оборудовав её складным иконостасом и другой необходимой утварью, привезённой из России. Отец Алексий неоднократно пытался пробраться в Изу, но каждый раз его задерживала полиция и возвращала обратно. В конце концов он пробрался в Изу, переодевшись в еврейского торговца. Когда весть о появлении в селе православного священника распространилась по округе, в Изу начали стекаться огромные массы народа. Иеромонах Алексий исповедовал, причащал, крестил, венчал и отпевал сотни людей. Вскоре его арестовали и отправили в Хуст к уездному начальнику, который, по всей видимости, являлся протестантом. Он пошёл на встречу отцу Алексию, дав ему три дня: пока начальник переписывался с Будапештом, священник совершал требы и таинства (приезд о. Алексия пришелся на праздник Сретения 1912 года). Через три дня он был арестован и отправлен в Ясенье.
Все эти события, связанные с распространением православия в Угорской Руси, вызвали очередную волну репрессий со стороны властей. За Алексием Кабалюком была устроена облава, арестовали всех его родственников, он был вынужден скрываться у крестьян, и по их настойчивой просьбе в конце концов бежать с Карпатской Руси. Он пробрался в Яблочинский монастырь, где рассказал всё о положении православных на Угорщине, затем выехал в Москву, там встретился с митрополитом Владимиром и приехавшим из Америки архиепископом Платоном, которые порекомендовали ему переехать в США. Тем временем против православных крестьян Изы был развязан настоящий террор — арестовывали всех по малейшему продолжению, даже за получение письма с американской маркой. По некоторым свидетельствам, жандармы прибегали даже к пыткам — православных подвешивали за ноги на дереве, и держали так, пока из горла, носа и ушей не начинала литься кровь. Но верующие не отрекались от православия и не собирались возвращаться в унию. И в 1912 году венгерскими властями был инициирован судебный процесс над русинами. Около двухсот человек были арестованы по подозрению в государственной измене в пользу Российской империи. Утверждалось, что русины получают «российские рубли» за свою деятельность. Против крестьян свидетельствовали два корчмаря-еврея, которые утверждали, что у одного из арестованных видели тысячерублёвую купюру (при том, что купюры такого номинала не выпускались).

## Процесс
Первоначально разбор дела планировался в Дебрецене 5 ноября 1913 года, но по стечению обстоятельств суд проходил в Мармарош-Сигете, центре Мармароша, с 29 декабря 1913 года.
Всего под суд попали 188 человек не считая отца Алексия (Кабалюка), который приехал из Америки и сдался суду, как только узнал из письма А. Геровского, что против изян и его самого возбуждён процесс. По ходу следствия прокурор отказался от обвинения половины подозреваемых, и судили 94 крестьян и отца Алексия. Следствие велось несколько месяцев, и процесс вызвал большой интерес в обществе не только в Австро-Венгрии, но и за её пределами. Аналогичный этому процесс несколько лет назад проходил в Загребе, в Хорватии, там проводился суд над 54 сербами, обвинёнными в государственной измене. В Мармарош-Сигет защищать православных русинов приехали сербские адвокаты из южной Венгрии, среди которых был известный адвокат из Нового Сада Хаджич, а также словаки Людовит Митачек и Юрко Яношко.
Формально подсудимым было предъявлено обвинение в «подстрекательстве» (п. 172 и 173 мадьярского уголовного закона). В обвинительном акте, составленном мадьярским королевским прокурором Иллешем Андором, значилось, что они находились в сношениях с графом Владимиром Бобринским (который был почему-то назван членом Синода), с епископами Евлогием Холмским, Антонием Житомиро-Волынским, православными афонскими, холмскими, московскими, киевскими, почаевскими и яблочивскими монахами, Всероссийским национальным союзом и Галицко-русским обществом и получали от них денежную поддержку. Также, их обвинили в том, что они вошли в соглашение с этими лицами и, кроме того, с Романом, Алексеем и Георгием Геровскими для того, чтобы обратить униатских жителей Венгрии в православие и подчинить их «Киевскому православному патриархату». Всё это якобы делалось с целью подчинения Мармароша, Угоча и Переи к России. У подсудимых были конфискованы церковные книги, изданные в России, брошюры, такие как «Слово к православным христианами о новом и старом календарь» и «Где искать правду», а также номера черновицкой газеты «Русская правда» (редактор Илларион Цурканович) и т. п.. В приложении к обвинительному акту содержался список из 247 фамилий людей, которых предполагалось привлечь к делу как свидетелей. К материалам дела были присовокуплены показания агента-провокатора Арнольда Дулишковича, оклеветавшего людей, которых он никогда не знал.
Настоящей сенсацией, по свидетельству газет, стало появление в Мармарош-Сигете самого графа Бобринского в качестве свидетеля. Граф узнал из газет о процессе, в котором фигурировало и его имя, и решил приехать на суд (проехать ему удалось только через Румынию, ибо в австрийском посольстве, куда он обратился за визой, ему объявили что в Австрии он будет арестован). Он был допрошен судом, и нашёл большинство вопросов наивными и даже смешными (так, его спрашивали, не состоит ли он членом Синода). Допрос Бобринского и его ответы выявили полную несостоятельность обвинения.
3 марта 1914 года был оглашён приговор: отец Алексий Кабалюк был осужден на 4 года и 6 месяцев и штрафу в 100 крон от шести месяцев, отец Николай Сабовок на три года, остальные (около 30 человек) получили от 2,5 лет до 6 месяцев заключения.

## Последствия
Процесс широко освещался в мировой прессе: российскими газетами «Новое время», «Голос Москвы», «Русское слово», «Свет», австрийскими «Прикарпатская Русь», «Русская правда», «Czernowitzer AIIg. Ztg.», югославскими «Новосадская застава», «Agramer Tageblatt», французскими «L'echo de Paris», «Figaro», итальянской «La Tribuna», немецких «Vossische Zeitung», «Kolnisehe Zeitung», чешскими «Narodni Listy», «Čas», «Samostatnost», «Ceske Slovo Vecernik» и другими. Сразу после суда Николаем II отцу Алексию (впоследствии прославленному в лике святых) был пожалован золотой напрестольный крест, во многих храмах служились молебны. По приезде в Россию граф Бобринский выступил с докладами о процессе в «Клубе общественных деятелей» и на съезде национальной партии. В Петербурге под руководством Д. Н. Вергуна было проведено собрание в Галицко-русском обществе, на котором Бобринский также прочёл доклад. На собрании в Киеве, с участием Ю. А. Яворского, была составлена телеграмма с освещением вопроса и отправлена председателю совета министров Коковцову. В Минске епископ Минский и Туровский Митрофан провёл собрание, посвящённое ситуации в Карпатской Руси. Во Львове А. М. Гагатко организовал собрание, заявившее протест против мадьярского произвола. В Праге собрался большой митинг, на котором выступали депутаты Клофач и Хоц, а также галицко-русский депутат Дмитрий Марков. В Вене чешские народные социалисты организовали общеславянский митинг для вынесения протеста против процесса, а затем второй славянский митинг был организован «Клубом австрийских народностей». Венские «сознательные украинцы» изъявили своё недовольство этими славянскими митингами, и даже собирались разогнать собрание, но были остановлены готовностью собравшихся постоять за себя.
Измывательство над православными русинами в Изе не прекратилось и после процесса. Мадьярские жандармы хватали православных женщин и девушек, пытались пытками заставить их отречься от православия. Арестовали и трёх православных иеромонахов, прибывших в Изу из России (из числа тех, что с Алексием Кабалюком отправились на обучение). Гонения на православных не прекращались до приближения линии фронта и отступления венгерской армии.
Братьев Алексея и Георгия Геровский в декабре 1913 года также арестовали в связи с Мармарош-Сигетским делом. Процесс, именуемый «Процессом братьев Геровских», завершился тюремным заключением и побегом братьев из тюрьмы в Россию.